# تانر بیرسل
تانر بیرسل (ترکی استانبولی: Taner Birsel؛ (زادهٔ ۱۹۵۹) هنرپیشه اهل کشور ترکیه است. وی متولد شهر آق‌حصار است. این بازیگر از سال ۱۹۹۵ تاکنون در حدود ۱۲ فیلم ظاهر شده است.
از فیلم‌هایی که وی در آن نقش داشته است می‌توان به روزی روزگاری در آناتولی و رویای پروانه اشاره کرد.